# Naomi Wu
Naomi Wu   (30 d'agost de 1994) també coneguda com Sexy Cyborg, és un maker xinesa de bricolatge i personalitat d'Internet. Com a defensora de les dones en STEM, transhumanisme, maquinari de codi obert i modificació corporal, intenta desafiar els estereotips de gènere i tecnologia amb un personatge públic extravagant, utilitzant l'objectivació de la seva aparença per inspirar les dones.

## Obra

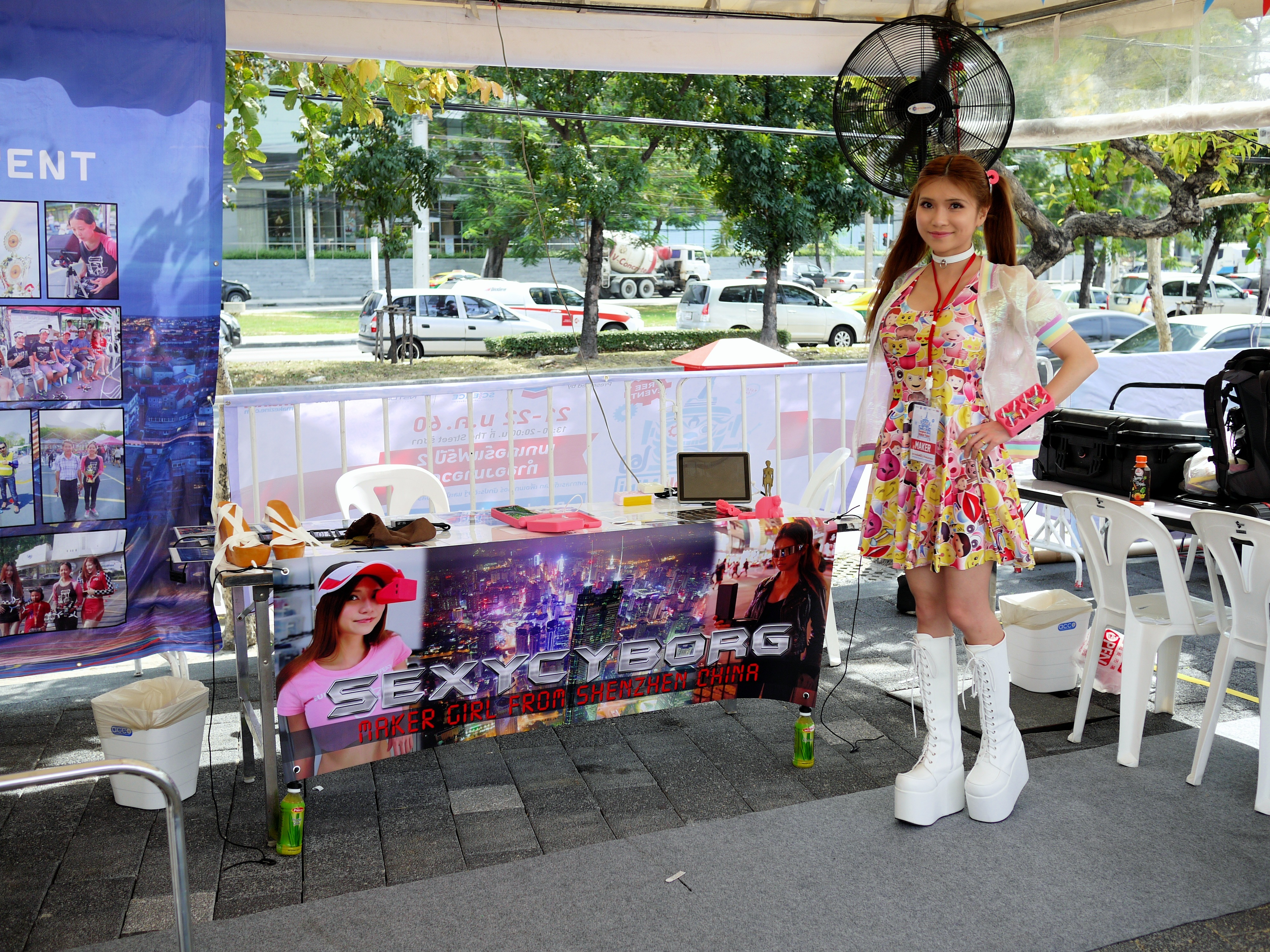
Wu al 2017 Bangkok Mini Maker Faire

Els projectes de Wu sovint se centren en tecnologia wearable, incloent-hi roba cyberpunk i accessoris, juntament amb altres projectes. Un dels seus dissenys primerencs de l'any 2015 foren uns talons de plataforma impresos en 3D que anomenà "Wu Ying" (que en xinès significa "sense ombra"), amb un compartiment per amagar eines de furoner incloent-hi un enregistrador de teclat, un encaminador sense fil, i eines per obrir panys. Va explicar a un entrevistador que la roba de les dones sovint no té butxaques, i que les "sabates gruixudes d'estil de plataforma que porten moltes dones a la Xina per semblar més altes- tenien molt d'espai no usat".
A més de la seva feina pública com a fabricant, Wu diu que ella també fa feines com a programadora de codi professional amb Ruby on Rails, utilitzant un pseudònim masculí per protegir la seva identitat i impedir discriminació de gènere; alhora que revisa novetats electròniques. Wu Manté actiu el seu compte de Reddit i Twitter, sota els pseudònims SexyCyborg i RealSexyCyborg, respectivament.
En el Dia Internacional de les Dones 2017 va ser anomenada com una de les 43 dones més influents dins el món de la impressió en 3D, un camp fins ara dominat pels homes. Wu considera l'ús de la impressió 3D per ensenyar principis de disseny i creativitat en l'aula xinesa en el desenvolupament més apassionant de la tecnologia, i més generalment considera la impressió 3D la pròxima gran revolució en la publicació. A més, considera els "aparells xinesos" tan bons o millors que els de fabricació estrangera.
El 2013, l'organització Post-Polio Health International (PHI) va estimar que només hi havia de sis a vuit usuaris de pulmons de ferro als Estats Units; a partir del 2017 el seu director executiu no en sabia cap. Tot i això, van sorgir informes de premsa d'almenys tres (potser els tres últims) usuaris d'aquests dispositius despertant l'interès entre els membres de la comunitat de fabricants com Wu (que mai abans havia sentit parlar de pulmons de ferro) en la remanufactura dels components obsolets, en particular les juntes, i provocant la discussió sobre els problemes reglamentaris i legals implicats. Wu esperava aconseguir una solució amb l'ajuda dels seus seguidors a Twitter i YouTube, dient: "Qualsevol cosa dels anys 50 i 60, ho podem crear en un hacklab, cap problema".
El 5 de novembre de 2017, Dale Dougherty, el conseller delegat de Maker Media, editor de la revista Make', va dubtar de l'autenticitat de Wu en un tuit eliminat des de llavors: "Estic qüestionant qui és realment. La Naomi és una persona, no una persona real. Ella és diverses o moltes persones." El 6 de novembre de 2017, Dougherty es va disculpar públicament amb Wu pels "recents tuits que qüestionaven la (seva) identitat", dient que representaven un fracàs a l'altura de la inclusió que hauria de valorar la revista Make. La mateixa Wu considerà l'assumpte resolt.
Wu va aparèixer a la portada del febrer/març del 2018 de Make, que també incloïa un article sobre les seves experiències amb el maquinari de codi obert a la Xina. Wu va ser la primera persona xinesa que va aparèixer a la portada de Make.

## Article aVice
El 2018, un periodista de Vice va passar tres dies amb Wu a Shenzhen, explorant la ciutat, trobant-se amb els amics de Wu, fotografiant la casa de Wu i descrivint en profunditat la història creativa local i la creació recent de Wu, Sino:Bit, un microcontrolador de placa per a l'educació informàtica a la Xina i el primer producte de maquinari de codi obert xinès certificat per l'Associació de maquinari de codi obert.
L'article que va revelar detalls de la seva vida personal va provocar crítiques per part de Wu i d'altres quan, segons el seu acord amb Vice, aquests detalls haurien d'haver estat deixats fora de l'article, per por de represàlies per part del govern xinès i també per protegir la seva pròpia vida privada. Vice es va negar a complir l'acord i va publicar els detalls independentment.
Després que Vice no es retractés de la història, Wu va crear un vídeo en què feia botes amb petites pantalles de vídeo, que mostraven breument l'adreça de casa de l'editor en cap de Vice. Vice va respondre retirant el compte Patreon de Wu per "doxxing". Això va aturar temporalment la carrera de fabricant independent de Wu i va tornar a la codificació autònoma durant un breu període.

## Després de l'article deVice
El novembre de 2019, Wu va ser detinguda per les autoritats xineses per una entrevista personal al Wall Street Journal en la qual exposà una peça sobre la censura xinesa a la sèrie Patriot Act de Netflix amb Hasan Minhaj.